# Индекс денежного потока
Индекс денежного потока (MFI от англ. money flow index) — технический индикатор призванный продемонстрировать интенсивность, с которой деньги вкладываются в ценную бумагу и выводятся из неё анализируя объёмы торгов и соотношения типичных цен периодов.

## Методика построения

### Типичная цена
В качестве ключевого ценового показателя для индекса денежного потока используется типичная цена (англ. typical price), которая вычисляется по следующей формуле:
{\displaystyle {\text{TypicalPrice}}_{t}={\frac {{\text{high}}_{t}+{\text{low}}_{t}+{\text{close}}_{t}}{3}},}
где {\displaystyle {\text{TypicalPrice}}_{t}} — типичная цена, {\displaystyle {\text{high}}_{t}} — максимальная цена, {\displaystyle {\text{low}}_{t}} — минимальная цена, {\displaystyle {\text{close}}_{t}} — цена закрытия рассматриваемого периода {\displaystyle t}.

### Денежные потоки
Денежный поток (англ. money flow) в каждом периоде вычисляется как произведение типичной цены на объём торгов в этом периоде:
{\displaystyle {\text{MoneyFlow}}_{t}={\text{TypicalPrice}}_{t}\cdot {\text{volume}}_{t},}
где {\displaystyle {\text{MoneyFlow}}_{t}} — денежный поток, {\displaystyle {\text{TypicalPrice}}_{t}} — типичная цена, {\displaystyle {\text{volume}}_{t}} — объём торгов.
На основе денежного потока вычисляются положительный и отрицательный денежные потоки:
{\displaystyle {\text{PositiveMoney Flow}}_{t}={\text{MoneyFlow}}_{t},\mathrm {if} \ {\textit {TypicalPrice}}_{t}>{\textit {TypicalPrice}}_{t-1},}
{\displaystyle {\text{NegativeMoneyFlow}}_{t}={\text{MoneyFlow}}_{t},\mathrm {if} \ {\textit {TypicalPrice}}_{t}<{\textit {TypicalPrice}}_{t-1},}
где {\displaystyle {\text{PositiveMoneyFlow}}_{t},{\text{NegativeMoneyFlow}}_{t}} — положительный и отрицательный денежные потоки.

### Денежное отношение
Денежное отношение (англ. money ratio) в приложении к индексу MFI равно отношению сумм положительных и отрицательных денежных потоков за выбранный промежуток времени:
{\displaystyle {\textit {MoneyRatio}}_{t,n}={\frac {\sum _{i=0}^{n-1}{\text{PositiveMoneyFlow}}_{t-i}}{\sum _{i=0}^{n-1}{\text{NegativeMoneyFlow}}_{t-i}}},}
где {\displaystyle {\textit {MoneyRatio}}_{t,n}} — денежное отношение в периоде {\displaystyle t}, построенное по {\displaystyle n} предыдущим периодам.

### Индекс денежного потока
Индекс денежного потока приводит денежное отношение к интервалу {\displaystyle [0;100]}:
{\displaystyle {\textit {MFI}}_{t,n}=100-{\frac {100}{1+{\textit {MoneyRatio}}_{t,n}}}=100\cdot {\frac {\sum _{i=0}^{n-1}{\text{PositiveMoneyFlow}}_{t-i}}{\sum _{i=0}^{n-1}{\text{PositiveMoneyFlow}}_{t-i}+\sum _{i=0}^{n-1}{\text{NegativeMoneyFlow}}_{t-i}}},}
где {\displaystyle {\textit {MFI}}_{t,n}} — значение индекса денежного потока в периоде {\displaystyle t}, построенное по {\displaystyle n} предыдущим периодам.

## Торговые стратегии
Индекс денежного потока является осциллятором в интервале {\displaystyle [0;100]}.
Нижние его значения указывают на перепроданность рынка, верхние — на перекупленность.
Все торговые стратегии применимые к осцилляторам могут быть использованы и в отношении MFI, например:
- Купить, когда MFI опускается ниже 20;
- Продать, когда MFI превышает 80.

## Связь с другими индикаторами
Индекс денежного потока является развитием индикатора Балансовый объём.